# Amblyopone saundersi
Amblyopone saundersi é uma espécie de formiga do gênero Amblyopone.